# Leeuwenmonument (Remscheid)

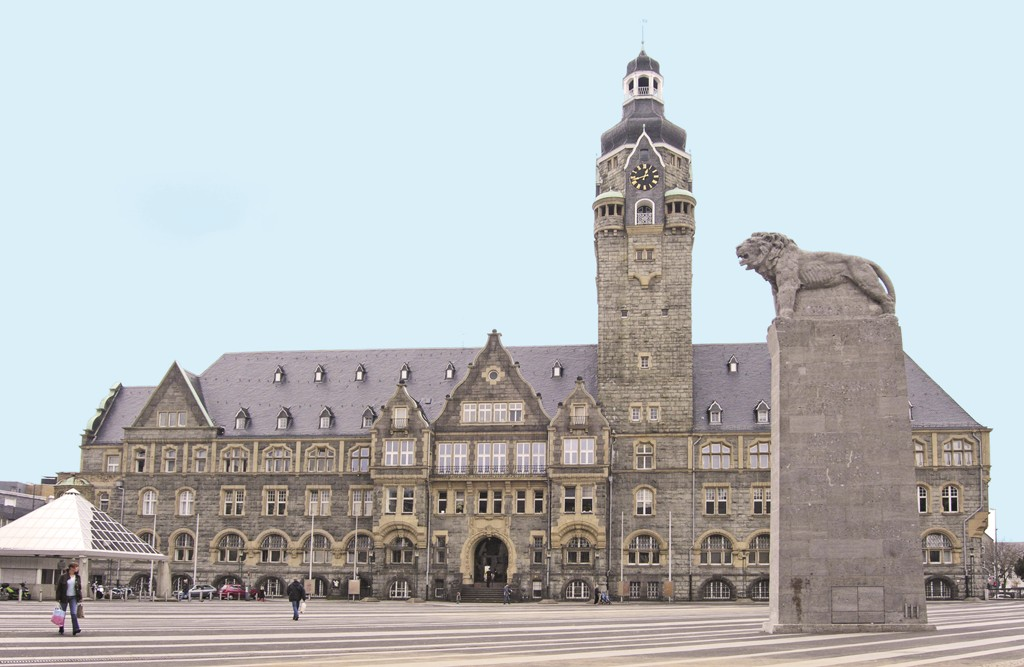
Theodor-Heuss-Platz met stadhuis en leeuwenmonument

Het leeuwenmonument op de Theodor-Heuss-Platz in Remscheid is een monument dat in 1939 werd ingehuldigd. Het beeldt de Bergische leeuw uit en wordt beschouwd als een van de bezienswaardigheden van de stad.

## Locatie en architectuur
Het monument staat op het Theodor-Heuss-Platz voor het stadhuis van Remscheid. Het beeld van een leeuw staat op de 13,5 meter hoge stele van schelpkalksteen. Een inscriptie in het oppervlak van de stele luidt "Heraldisch dier van het Bergische Land sinds 1225". De leeuwensculptuur, vrij uit de steen gehouwen en meer dan drieënhalve meter hoog, wijkt af van de gebruikelijke afbeeldingen van de Bergische leeuw; hij staat niet rechtop en mist zijn typische dubbele staart. In zijn monumentale verschijning komt het monument overeen met de stijl van de sculpturen uit de nationaalsocialistische tijd.

## Verhaal
Het monument werd gemaakt door de Keulse beeldhouwer Willy Meller op voorstel van burgemeester Walter Hartmann namens het stadsbestuur van Remscheid en werd plechtig onthuld op 1 mei 1939 in het bijzijn van 27.000 partijleden van de lokale NSDAP-groepen tijdens een bijeenkomst en vlaghijsceremonie. Het monument, dat destijds was opgedragen aan Adolf Hitler, droeg de inscriptie "In dankbaarheid aan de schepper van het Groot-Duitse Rijk". Het monument overleefde de Tweede Wereldoorlog en de verwoestende luchtaanval van 30-31 juli 1943 ongeschonden.
Na de oorlog werd de inscriptie verwijderd. Toen het stadhuisplein in 1966 opnieuw werd ingericht, bleef het leeuwenmonument staan. In december 1986 werd het op de monumentenlijst geplaatst. Tijdens de renovatie in 2019 werd er gepleit voor een informatiebord om de oorsprong van het monument te herdenken.

## web links
- Voor de inhuldiging van de Bergisches Löwen. (Artikel over de inauguratieceremonie)

## Individueel bewijs
1. ↑  (de) NS-Denkmal: Was dieses regionale Wahrzeichen mit Adolf Hitler zu tun hat - WELT. DIE WELT (7 november 2019). Geraadpleegd op 11 februari 2024.